# Hydrae Chasma
L'Hydrae Chasma è una formazione geologica della superficie di Marte.